# Andreas Achenbach
Andreas Achenbach (født 29. september 1815 i Kassel, død 1. april 1910 i Düsseldorf) var en tysk landskabsmaler. Han var bror til Oswald Achenbach.
Achenbach var uddannet på Kunstakademiet i Düsseldorf, var en af Düsseldorfskolens bedste mænd. Han brød med skolens romantiske landskabsmaleri, samlede især i vandreårene 1835-46 et mægtigt og broget malerisk stof og levede fra sidstnævnte år atter i Düsseldorf, hvor han virkede som professor.
Louis Gurlitt henledede hans opmærksomhed på Norges natur i 1835 var han første gang i Danmark og nord på; fra den tid begynder den lange række af norske landskaber nogle er i Nasjonalgalleriet i Oslo; Hardangerfjorden i Düsseldorf Galleri). I sin kunst er han schwungvoll med blik for de kraftige natureffekter, men med realistisk evne (efter datidens målestok). Særlig hans marinestykker blev berømte. 
Han er repræsenteret i næsten alle tyske museer. I Museum Kunstpalast ses hans Dampskibet Præsidents Undergang (1842), der med et slag gjort ham berømt. Som Achenbach var alsidig i emnevalg italienske landskaber, hollandske strandbilleder etc., var han det også i sine udtryksmidler; overordentlig produktiv malede han ikke blot i olie, men også i vandfarver; han udførte en mængde tegninger, raderede og litograferede.